# Avair Strabain
Avair Strabain eller Avar Stråben var enligt Gutasagan en hövding från Alva socken på Gotland och en vis och mångkunnig man.  
Sagan berättar att många kungar anfallit ön i heden tid, men att gutarna alltid hade avgått med seger. Tydligen var det svear gutarna låg i strid med eftersom man sedan skickade flera sändebud till dem för att förhandla om fred, dock utan framgång.  Slutligen skickade man emellertid Avair som fredsförhandlare till sveakungen. Han träffade en överenskommelse som stipulerade att Gotland betalade en viss skatt till Sveariket; "så gick Gutarna av egen fri vilja under svea konung så att de kunde fritt och utan risk fara till alla platser i Svea rike utan tull och andra avgifter".
Enligt en sägen så kom Avair Strabain då till Sveakonungen, och fick audiens under dennes måltid. Konungen frågade inledandes Avair "vad nytt från gutaön?" varpå Avair svarade "Inte mycket. Men nyligen födde ett sto tre föl." "Vad gör då det tredje fölet när de andra två äter?", undrade kungen. "Han gör väl som jag, och står och tittar på", löd svaret, vilket kungen tyckte var så fyndigt och frimodigt sagt att Avair fick slå sig ned och äta, tillsammans med konungen och varefter det gick lätt att förhandla med honom.
Tidpunkten för fördraget är omtvistat eftersom Gutasagan inte nämner något årtal. Men då Wulfstan berättar att Gotland var del av Sveariket redan på 880-talet så torde det ha skett innan dess.
Några, som exempelvis arkeologerna Birger Nerman, Gad Rausing och Bo Gräslund förlägger Avair till mitten av 500-talet. De två senare spekulerar på var sitt håll ifall historien om Avair kan kopplas samman med händelser som förmedlas i det fornengelska Beowulfkvädet och att han kanske t o m är identisk med en historisk förlaga till Beowulf själv.